# Bonobono
Bonobono (ぼのぼの?) è un manga yonkoma realizzato da Mikio Igarashi. Dal marzo 1986 al marzo 1987, la serie è stata pubblicata dalla rivista Tensai Club della Takeshobo, prima di essere sostituita da Manga Club, dove è stato serializzato sino ad aprile 1987. In seguito il manga è passato sulla rivista Manga Life. Il manga è stato adattato in due serie televisive anime, oltre che in due film d'animazione cinematografici ed in due videogiochi.
Benché la serie sia considerata un manga yonkoma, la maggior parte delle "storie" utilizza otto vignette, anziché quattro. La serie segue il protagonista, una giovane lontra di mare, il cui nome dà il titolo alla serie, e le sue avventure quotidiane insieme ai suoi amici della foresta, lo scoiattolo Shimarisu ed il procione Araiguma. Bonobono combina gag comiche e domande filosofiche, portando a farlo paragonare ad altri manga come Azumanga daiō, o film come Forrest Gump.
Nel 1988, Bonobono ha vinto il premio Kodansha per i manga. Un film d'animazione è stato proiettato nelle sale giapponesi il 13 novembre 1993, a cui è seguita una serie televisiva d'animazione trasmessa su TV Tokyo dal 20 aprile 1995 al 28 marzo 1996. Il giorno seguente alla messa in onda del primo episodio della serie televisiva, un videogioco di simulazione è stato pubblicato dalla 3DO system. A giugno dello stesso anno, è seguito un videogioco d'avventura per PlayStation. Nel 2002 infine è stato pubblicato l'ultimo film della serie.

## Media

### Manga
Il manga Bonobono è stato serializzato dal marzo 1986 al marzo 1987 sulla rivista Tensai Club della Takeshobo, prima sostituita da Manga Club, dove è stato serializzato sino ad aprile 1987, ed in seguito dalla rivista Manga Life, dove è tuttora in corso. Fra il dicembre 1993 ed il gennaio 1994 è inoltre stato pubblicato un anime comic in quattro volumi dedicato al primo film cinematografico di Bonobono. Dal 1987 sono stati pubblicati anche numerosi picture book.

#### Tankōbon
| Nº | Data di prima pubblicazione | Data di prima pubblicazione | Data di prima pubblicazione |
| Nº | Giapponese                  | Giapponese                  |                             |
| -- | --------------------------- | --------------------------- | --------------------------- |
| 1  | marzo 1987                  | ISBN 4-88475-317-8          |                             |
| 2  | dicembre 1987               | ISBN 4-88475-318-6          |                             |
| 3  | settembre 1988              | ISBN 4-88475-319-4          |                             |
| 4  | agosto 1989                 | ISBN 4-88475-320-8          |                             |
| 5  | settembre 1990              | ISBN 4-88475-468-9          |                             |
| 6  | giugno 1991                 | ISBN 4-88475-516-2          |                             |
| 7  | novembre 1991               | ISBN 4-88475-555-3          |                             |
| 8  | maggio 1993                 | ISBN 4-88475-645-2          |                             |
| 9  | ottobre 1993                | ISBN 4-88475-670-3          |                             |
| 10 | novembre 1994               | ISBN 4-88475-761-0          |                             |
| 11 | agosto 1995                 | ISBN 4-88475-827-7          |                             |
| 12 | gennaio 1996                | ISBN 4-81245-001-2          |                             |
| 13 | settembre 1996              | ISBN 4-81245-085-3          |                             |
| 14 | marzo 1997                  | ISBN 4-81245-123-X          |                             |
| 15 | dicembre 1997               | ISBN 4-81245-166-3          |                             |
| 16 | settembre 1998              | ISBN 4-81245-230-9          |                             |
| 17 | agosto 1999                 | ISBN 4-81245-250-3          |                             |
| 18 | dicembre 1999               | ISBN 4-81245-330-5          |                             |
| 19 | agosto 2000                 | ISBN 4-81245-415-8          |                             |
| 20 | gennaio 2001                | ISBN 4-81245-465-4          |                             |
| 21 | 27 maggio 2002              | ISBN 4-81245-666-5          |                             |
| 22 | 27 febbraio 2003            | ISBN 4-81245-777-7          |                             |
| 23 | 26 luglio 2003              | ISBN 4-81245-838-2          |                             |
| 24 | 7 gennaio 2004              | ISBN 4-81245-904-4          |                             |
| 25 | 27 luglio 2004              | ISBN 4-81246-009-3          |                             |
| 26 | 27 gennaio 2005             | ISBN 4-81246-095-6          |                             |
| 27 | 7 ottobre 2005              | ISBN 4-81246-273-8          |                             |
| 28 | 7 luglio 2006               | ISBN 4-81246-483-8          |                             |
| 29 | 7 aprile 2007               | ISBN 4-81246-574-5          |                             |

#### Bunkoban
| Nº | Data di prima pubblicazione | Data di prima pubblicazione | Data di prima pubblicazione |
| Nº | Giapponese                  | Giapponese                  |                             |
| -- | --------------------------- | --------------------------- | --------------------------- |
| 1  | luglio 2003                 | ISBN 4-8124-0938-1          |                             |
| 2  | luglio 2002                 | ISBN 4-8124-0939-X          |                             |
| 3  | luglio 2002                 | ISBN 4-8124-0940-3          |                             |
| 4  | luglio 2002                 | ISBN 4-8124-0941-1          |                             |
| 5  | luglio 2002                 | ISBN 4-8124-0942-X          |                             |
| 6  | luglio 2003                 | ISBN 4-8124-1053-3          |                             |
| 7  | gennaio 2003                | ISBN 4-8124-1054-1          |                             |
| 8  | gennaio 2003                | ISBN 4-8124-1055-X          |                             |
| 9  | gennaio 2003                | ISBN 4-8124-1056-8          |                             |
| 10 | gennaio 2003                | ISBN 4-8124-1057-6          |                             |
| 11 | gennaio 2015                | ISBN 4-8019-0172-7          |                             |
| 12 | marzo 2015                  | ISBN 4-8019-0238-3          |                             |
| 13 | maggio 2015                 | ISBN 4-8019-0306-1          |                             |
| 14 | luglio 2015                 | ISBN 4-8019-0390-8          |                             |
| 15 | marzo 2016                  | ISBN 4-8019-0666-4          |                             |

### Picture books
- Kawaisō no Koto (かわいそうのこと?), ISBN 4884750276, dicembre 1987, Takeshobo
- Shimarisu-kun Daikatsuyaku!! Gō (シマリスくん大活躍!!号?), ISBN 4884750276, dicembre 1987, Takeshobo
- Ōkii no Koto Chiisai no Koto (大きいのこと 小さいのこと?), ISBN 4884750330, giugno 1988, Takeshobo
- Megane Yamane-kun no Koto (メガネヤマネくんのこと?), ISBN 4884750411, maggio 1989, Takeshobo
- Kurisumasu no Koto (クリスマスのこと?), ISBN 4812404215, novembre 1998, Takeshobo
- Minna Omoide na no Darō: Bonobono no Kagashū (みんな思い出なのだろう―ぼのぼの詩画集?), ISBN 4884752538, novembre 1993, Takeshobo
- Bonobono (ぼのぼの?), ISBN 4884752554, dicembre 1993, Takeshobo
- TSuwaio no Koto (ツワイオのこと?), ISBN 4812427614, luglio 2006, Takeshobo

### Film del 1993
Il primo lungometraggio cinematografico, intitolato Bonobono, è stato proiettato nelle sale giapponesi il 13 novembre 1993. Il film è stato in seguito trasmesso numerose volte dalla televisione giapponese, incluso dai canali satellitari come NHK BS-2. Il film è stato inoltre distribuito in VHS e DVD in Giappone, compresa in una versione senza tagli. Tema musicale del film è il brano Hatsukoi, cantato da Yoshiyuki Ōsawa.

#### Doppiatori
- Bonobono: Toshiko Fujita
- Shimarisu-kun: Sumie Baba
- Araiguma-kun: Yūsaku Yara

### Serie televisiva animata del 1995
La serie televisiva di Bonobono è andata in onda dal 20 aprile 1995 al 28 marzo 1996 come parte del blocco di anime chiamato "Anime Can" (アニメ缶?, Anime Kan) in onda il martedì sera dalle 7:00 alle 7:30 su TV Tokyo. Ogni episodio della serie della durata di 15 minuti, era accoppiato con un episodio di Bit the Cupid per riempire i trenta minuti dell'"Anime Can". La serie in seguito è stata replicata numerose volte da vari canali fra cui Animax, ed è stata raccolta in due raccolte di DVD, pubblicate il 20 aprile 2007.

#### Sigle di chiusura
- Chikamichi Shitai (近道したい?) cantata da Kyoko Suga (ep. 1-23,48)
- Love, Two Love cantata da Kyoko Suga (ep. 24-47)

#### Doppiatori
- Bonobono: Kumiko Watanabe
- Shimarisu-kun: Konami Yoshida
- Araiguma-kun: Keiji Fujiwara

#### Episodi
| Nº | Giapponese 「Kanji」 - Rōmaji                                      | In onda           | In onda |
| Nº | Giapponese 「Kanji」 - Rōmaji                                      | Giapponese        |         |
| 1  | 「ぼのぼのと遊ぼうよ」 - bonobonoto asobo uyo                      | 20 aprile 1995    |         |
| 2  | 「ボクもお家が欲しい」 - boku moo ie ga hoshii                     | 27 aprile 1995    |         |
| 3  | 「うまいんだなっデココの実は」 - umaindanatsu dekoko no jitsuha    | 4 maggio 1995     |         |
| 4  | 「:あの音はなんだろう?」 - : ano oto hanandarō?                    | 11 maggio 1995    |         |
| 5  | 「まねっ子コヒグマくん」 - manetsu ko kohiguma kun                 | 18 maggio 1995    |         |
| 6  | 「オナラがプープーぷーッ」 - onara ga pupu pu tsu                  | 25 maggio 1995    |         |
| 7  | 「歌うたいフェネギーくん」 - utau tai fenegi kun                   | 1º giugno 1995    |         |
| 8  | 「シマリスくんの歯が抜けた」 - shimarisu kunno ha ga nuke ta       | 8 giugno 1995     |         |
| 9  | 「泣きむしボーズくん」 - naki mushi bozu kun                       | 15 giugno 1995    |         |
| 10 | 「火ってどんなもの?」 - hi ttedonnamono?                           | 22 giugno 1995    |         |
| 11 | 「シマリスくんのおねえさん」 - shimarisu kunnooneesan              | 29 giugno 1995    |         |
| 12 | 「新しい石が欲しい!」 - atarashi i ishi ga hoshii!                 | 6 luglio 1995     |         |
| 13 | 「夜はどこから来るのかな?」 - yoru hadokokara kuru nokana?         | 13 luglio 1995    |         |
| 14 | 「ダイねえちゃんの土ダンゴ」 - dai neechanno tsuchi dango          | 20 luglio 1995    |         |
| 15 | 「カゼひきシマリスくん」 - kaze hiki shimarisu kun                 | 3 agosto 1995     |         |
| 16 | 「ボクらの怖いもの?」 - boku rano kowai mono?                      | 10 agosto 1995    |         |
| 17 | 「顔がのびたんでぃす」 - kao ganobitandeisu                        | 17 agosto 1995    |         |
| 18 | 「恋するアライグマくん」 - koisuru araiguma kun                    | 24 agosto 1995    |         |
| 19 | 「滝下りは楽しいぞ!」 - taki kudari ha tanoshi izo!                | 24 agosto 1995    |         |
| 20 | 「ホタルの森でドッキリ!」 - hotaru no mori de dokkiri!             | 31 agosto 1995    |         |
| 21 | 「ハイ!ハイ!俳句おじいさん」 - hai! hai! haiku ojiisan             | 7 settembre 1995  |         |
| 22 | 「やさしいアライグマくん」 - yasashii araiguma kun                 | 14 settembre 1995 |         |
| 23 | 「しゃっくりが止まらない」 - shakkuriga toma ranai                 | 21 settembre 1995 |         |
| 24 | 「くっついてゴメンナサイ」 - kuttsuite gomennasai                  | 28 settembre 1995 |         |
| 25 | 「アライグマくんの家出」 - araiguma kunno iede                     | 5 ottobre 1995    |         |
| 26 | 「その名はげぶげぶ」 - sono mei hagebugebu                         | 19 ottobre 1995   |         |
| 27 | 「おひさま仮面参上!」 - ohisama kamen sanjō!                       | 26 ottobre 1995   |         |
| 28 | 「嵐が森にやって来た!」 - arashi ga mori niyatte kita!             | 2 novembre 1995   |         |
| 29 | 「変身?ぼのぼの!」 - henshin? bonobono!                            | 9 novembre 1995   |         |
| 30 | 「お久しぶりネッおチビちゃん」 - o hisashi buri netsu o chibi chan | 16 novembre 1995  |         |
| 31 | 「オネショしてゴメン」 - onesho shite gomen                        | 23 novembre 1995  |         |
| 32 | 「アライグマくんの誕生日」 - araiguma kunno tanjōbi                | 30 novembre 1995  |         |
| 33 | 「まいごのクジラくん」 - maigono kujira kun                        | 7 dicembre 1995   |         |
| 34 | 「流れ星さんのお引っ越し」 - nagareboshi sannoo hikkoshi           | 14 dicembre 1995  |         |
| 35 | 「雪がコンコン!」 - yuki ga konkon!                                | 30 dicembre 1995  |         |
| 36 | 「氷の世界でドボン!」 - koori no sekai de dobon!                   | 30 dicembre 1995  |         |
| 37 | 「洞くつの恐怖」 - hora kutsuno kyōfu                              | 4 gennaio 1996    |         |
| 38 | 「さいみん術でぃす!!」 - saimin jutsu deisu!!                      | 11 gennaio 1996   |         |
| 39 | 「雪ウサギの伝説」 - yuki usagi no densetsu                        | 18 gennaio 1996   |         |
| 40 | 「ぼのぼのとちびすけ」 - bonobonotochibisuke                       | 25 gennaio 1996   |         |
| 41 | 「あしたが見えーる」 - ashitaga mie ru                             | 1º febbraio 1996  |         |
| 42 | 「あやしい湖」 - ayashii mizūmi                                    | 8 febbraio 1996   |         |
| 43 | 「だれが一番!?」 - darega ichiban!?                                | 15 febbraio 1996  |         |
| 44 | 「ボーズくんの小さな冒険」 - bozu kunno chiisa na bōken            | 22 febbraio 1996  |         |
| 45 | 「ぼのぼの猛レース!」 - bonobono takeshi resu!                     | 29 febbraio 1996  |         |
| 46 | 「犯人はだぁれ?」 - hannin hadaare?                                | 7 marzo 1996      |         |
| 47 | 「遊べないアライグマくん」 - asobe nai araiguma kun                | 14 marzo 1996     |         |
| 48 | 「毎日が楽しかったら?」 - mainichi ga tanoshi kattara?             | 21 marzo 1996     |         |

### Speciali televisivi
Subito dopo la serie televisiva, sono stati trasmessi dal TV Tokyo nove special televisivi. All'inizio di ognuno degli speciali veniva presentato anche il successivo, di cui venivano mostrate alcune scene. Gli speciali sfruttavano molta parte dell'animazione della serie televisiva ed utilizzavano gli stessi doppiatori.

#### Lista degli speciali
| Nº | Giapponese 「Kanji」 - Rōmaji                                                              | In onda           | In onda |
| Nº | Giapponese 「Kanji」 - Rōmaji                                                              | Giapponese        |         |
| 1  | 「お正月だよ ぼのぼのワールド」 - Oshōgatsu Da yo: Bonobono no World                       | 2 gennaio 1997    |         |
| 2  | 「夏休みだよ ぼのぼのワールド」 - Kodomo no Hi Da yo: Bonobono no World                    | 21 luglio 1997    |         |
| 3  | 「こどもの日だよ ぼのぼのワールド」 - Natsu Yasumi Da yo: Bonobono no World                | 5 maggio 1997     |         |
| 4  | 「体育の日だよ ぼのぼのワールド!」 - Taiiku no Hi Da yo: Bonobono no World                 | 10 ottobre 1997   |         |
| 5  | 「お正月だよ ぼのぼのワールド!」 - Oshōgatsu Da yo: Bonobono no World                      | 1º gennaio 1998   |         |
| 6  | 「アニメ・こどもはカゼの子 ぼのぼのワールド!」 - Kodomo wa Kaze no Ko: Bonobono no World!  | 1º febbraio 1998  |         |
| 7  | 「アニメ・こどもの日だよ ぼのぼのワールド」 - Kodomo no Hi Da yo: Bonobono no World        | 5 maggio 1998     |         |
| 8  | 「食欲の秋だよ ぼのぼのワールド!」 - Shokuyoku no Aki Da yo: Bonobono no World!            | 23 settembre 1998 |         |
| 9  | 「親子アニメ劇場 ぼのぼの・じょうじなまはげ」 - Oyako Anime Gekijō Bonobono: Jōji Namahage | 23 dicembre 1998  |         |

### Film del 2002
Bonobono: Kumomo no Ki no Koto (ぼのぼの クモモの木のこと?) è il secondo film cinematografico di Bonobono, distribuito dalla Amuse Pictures nei cinema giapponesi il 10 agosto 2002 e completamente realizzato in 3D.

#### Doppiatori[9]
- Bonobono: Yūto Uemura
- Shimarisu-kun: Konami Yoshida
- Araiguma-kun: Kappei Yamaguchi

### Videogiochi
Sono stati pubblicati due videogiochi basati sulla serie Bonobono. Il primo è stato Bonogurashi (ぼのぐらし?), un videogioco di simulazione pubblicato il 21 aprile 1995 dalla 3DO Interactive Multiplayer. Il secondo titolo è invece Bonogurashi: Kore de Kanpeki Disu (ぼのぐらし〜これで完璧でぃす〜?), un videogioco d'avventura distribuito dalla Amuse per PlayStation il 7 giugno 1996.